# Ga Thái Nguyên (Đài Loan)

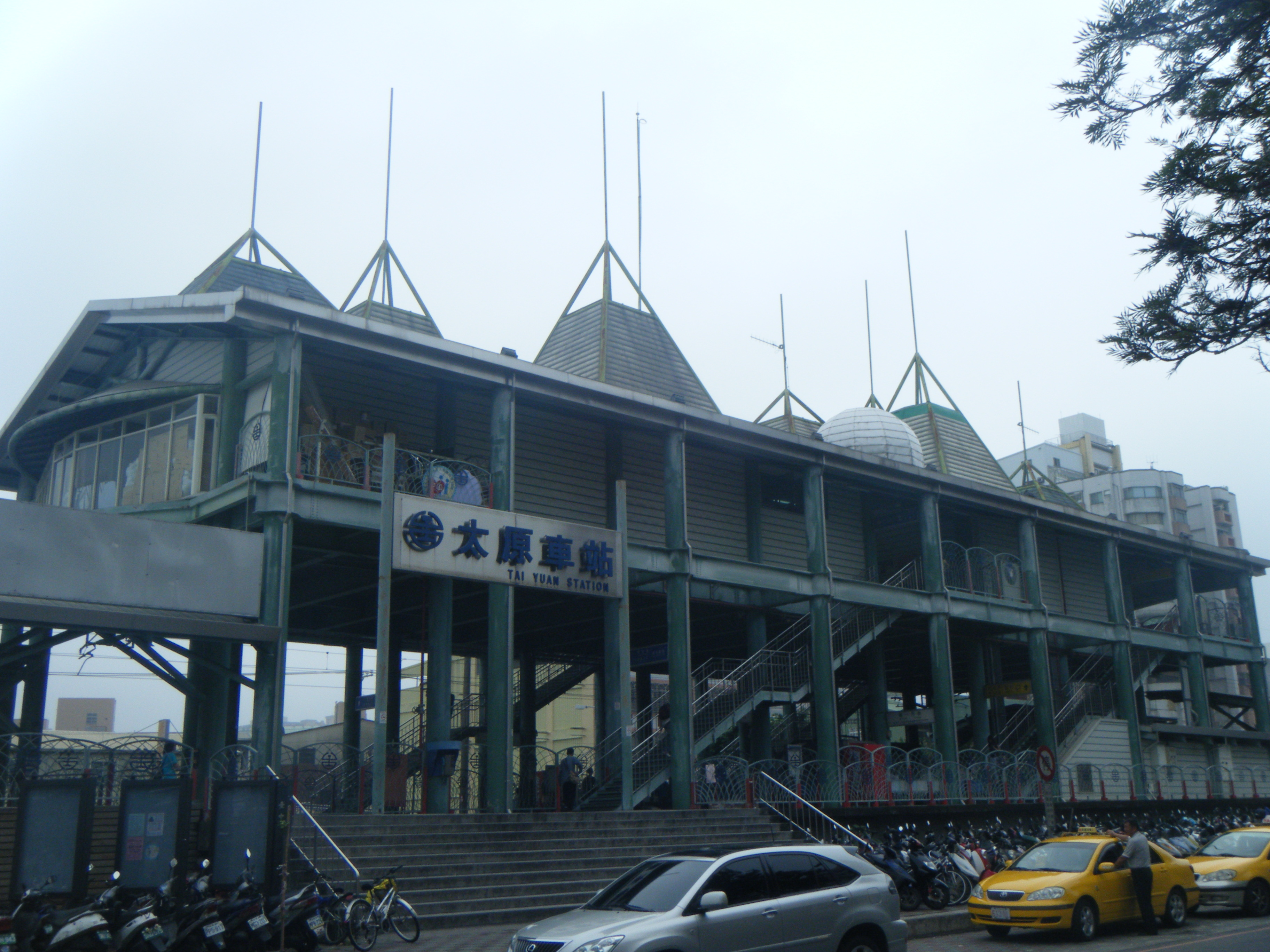
Ga Thái Nguyên cũ

Ga Thái Nguyên (tiếng Trung: 太原車站; bính âm: Tàiyuán Chēzhàn) là một ga đường sắt trên cao thuộc tuyến Đài Trung ở quận Bắc Đồn, và do Cục quản lý Đường sắt Đài Loan quản lý. Năm 2016, ga Thái Nguyên được xây lại với nhà ga nằm ở trên cao.

## Tuyến chính
|  | 1 | ■ Tuyến bờ Tây (hướng Nam) | Đến Đài Trung, huyện Chương Hoá  |
|  | 2 | ■ Tuyến bờ Tây (hướng Bắc) | Đến Phong Nguyên, huyện Miêu Lật |

## Dịch vụ
Trước đây, Cục quản lý Đường sắt Đài Loan từng điều hành một nhà hàng trên tầng hai của ga Thái Nguyên cũ, còn công ty Giant Bicycles điều hành một cửa hàng. Cả hai nơi này đều đóng cửa trước khi nhà ga trên cao xây dựng.